# Euplectrus ronniei
Euplectrus ronniei är en stekelart som beskrevs av Schauff 2001. Euplectrus ronniei ingår i släktet Euplectrus och familjen finglanssteklar.
Artens utbredningsområde är Costa Rica. Inga underarter finns listade i Catalogue of Life.